# Ginástica artística nos Jogos Olímpicos de Verão da Juventude de 2010 - Qualificatória feminina
A qualificatória feminina da ginástica artística nos Jogos Olímpicos de Verão da Juventude de 2010 foi disputada no dia 17 de agosto no Bishan Sports Hall, em Singapura. Os resultados desta etapa determinaram as finalistas: 18 ginastas no individual geral e 8 em cada um dos quatro aparelhos: solo, salto sobre a mesa, barras assimétricas e trave.

## Resultados
| Ginasta                      | Salto sobre a mesa | Salto sobre a mesa | Barras assimétricas | Barras assimétricas | Trave   | Trave | Solo    | Solo | Total geral | Total geral |
| Ginasta                      | Result.            | Pos.               | Result.             | Pos.                | Result. | Pos.  | Result. | Pos. | Result.     | Pos.        |
| ---------------------------- | ------------------ | ------------------ | ------------------- | ------------------- | ------- | ----- | ------- | ---- | ----------- | ----------- |
| RUS Viktoria Komova          | 15.700             | 1                  | 15.600              | 1                   | 15.150  | 2     | 14.550  | 1    | 61.000      | 1           |
| CHN Tan Sixin                | 14.150             | 3                  | 14.500              | 2                   | 15.500  | 1     | 13.950  | 2    | 58.100      | 2           |
| ITA Carlotta Ferlito         | 14.200             | 2                  | 13.400              | 6                   | 14.650  | 3     | 13.500  | 4    | 55.750      | 3           |
| ROU Diana Bulimar            | 13.750             | 7                  | 13.850              | 3                   | 13.150  | 15    | 13.950  | 3    | 54.700      | 4           |
| NED Tess Moonen              | 13.800             | 5                  | 13.800              | 4                   | 13.450  | 12    | 13.200  | 7    | 54.250      | 5           |
| GUA Ana Sofia Gomez Porras   | 13.750             | 9                  | 12.900              | 10                  | 14.200  | 5     | 13.200  | 8    | 54.050      | 6           |
| AUS Angela Donald            | 13.300             | 19                 | 13.250              | 8                   | 14.400  | 4     | 13.100  | 10   | 54.050      | 7           |
| CAN Madeline Gardiner        | 13.750             | 8                  | 13.750              | 5                   | 13.700  | 7     | 12.650  | 16   | 53.850      | 8           |
| SWE Jonna Adlerteg           | 13.400             | 18                 | 13.350              | 7                   | 13.600  | 8     | 13.250  | 5    | 53.600      | 9           |
| JPN Natsumi Sasada           | 14.000             | 4                  | 13.200              | 9                   | 13.550  | 9     | 12.800  | 13   | 53.550      | 10          |
| BRA Harumy Freitas           | 13.550             | 13                 | 12.700              | 12                  | 13.750  | 6     | 13.100  | 9    | 53.100      | 11          |
| UKR Alina Kravchenko         | 13.100             | 25                 | 12.650              | 13                  | 13.500  | 10    | 12.150  | 23   | 51.400      | 12          |
| AUT Elisa Haemmerle          | 13.450             | 15                 | 12.150              | 19                  | 12.750  | 19    | 13.000  | 11   | 51.350      | 13          |
| GBR Jessica Hogg             | 13.500             | 14                 | 11.600              | 25                  | 12.900  | 16    | 13.250  | 6    | 51.250      | 14          |
| UZB Dilnoza Abdusalimova     | 13.100             | 26                 | 11.900              | 23                  | 13.500  | 11    | 12.700  | 15   | 51.200      | 15          |
| VEN Kosthia Requena          | 13.200             | 23                 | 12.000              | 21                  | 13.150  | 14    | 12.550  | 18   | 50.900      | 16          |
| ESP Maria Vargas             | 13.750             | 6                  | 12.150              | 20                  | 12.150  | 31    | 12.600  | 17   | 50.650      | 17          |
| KOR Park Kyung-Jin           | 13.650             | 11                 | 12.450              | 16                  | 12.750  | 20    | 11.600  | 33   | 50.450      | 18          |
| HUN Bianka S. Mityko         | 13.650             | 10                 | 11.250              | 27                  | 12.700  | 21    | 12.750  | 14   | 50.350      | 19          |
| SUI Nadia Baeriswyl          | 12.900             | 29                 | 12.300              | 17                  | 12.600  | 23    | 12.450  | 20   | 50.250      | 20          |
| GRE Elisavet Tsakou          | 12.950             | 28                 | 12.750              | 11                  | 12.550  | 24    | 11.950  | 27   | 50.200      | 21          |
| TUR Demet Mutlu              | 13.400             | 17                 | 12.000              | 22                  | 12.450  | 25    | 12.100  | 24   | 49.950      | 22          |
| GER Desiree Baumert          | 13.250             | 21                 | 12.500              | 15                  | 11.450  | 35    | 12.400  | 21   | 49.600      | 23          |
| KAZ Azimbay Moldir           | 12.550             | 32                 | 12.600              | 14                  | 12.300  | 27    | 11.950  | 26   | 49.400      | 24          |
| BEL Eline Vandersteen        | 13.400             | 16                 | 11.500              | 26                  | 12.750  | 18    | 11.700  | 31   | 49.350      | 25          |
| FIN Erika Pakkala            | 13.600             | 12                 | 11.150              | 29                  | 12.050  | 33    | 12.500  | 19   | 49.300      | 26          |
| RSA Claudia Cummins          | 13.100             | 27                 | 11.200              | 28                  | 11.900  | 34    | 12.800  | 12   | 49.000      | 27          |
| FRA Sophia Serseri           | 13.250             | 20                 | 10.900              | 31                  | 12.300  | 28    | 12.200  | 22   | 48.650      | 28          |
| POR Filipa Choon             | 13.150             | 24                 | 10.700              | 32                  | 12.400  | 26    | 12.050  | 25   | 48.300      | 29          |
| CZE Petra Hedbavna           | 12.250             | 38                 | 11.600              | 24                  | 12.100  | 32    | 11.600  | 32   | 47.550      | 30          |
| THA Rawiwarn Muaktanod       | 12.500             | 33                 | 9.550               | 36                  | 12.800  | 17    | 11.950  | 28   | 46.800      | 31          |
| COL Eliana Rodriguez         | 12.150             | 40                 | 11.100              | 30                  | 12.200  | 30    | 10.850  | 37   | 46.300      | 32          |
| QAT Shaden Wohdan            | 12.350             | 36                 | 10.700              | 33                  | 12.650  | 22    | 10.250  | 40   | 45.950      | 33          |
| SIN Giam Pei Shi Rachel      | 12.650             | 30                 | 9.150               | 38                  | 12.250  | 39    | 11.800  | 30   | 45.850      | 34          |
| EGY Mai Elsayed              | 12.250             | 39                 | 10.400              | 34                  | 11.350  | 36    | 11.000  | 35   | 45.000      | 35          |
| ARG Agustina Estarli         | 12.500             | 34                 | 10.350              | 35                  | 9.750   | 40    | 11.500  | 34   | 44.100      | 36          |
| MGL Soyolsaikhan Batnaataryn | 11.600             | 42                 | 9.450               | 37                  | 10.250  | 39    | 10.750  | 38   | 42.050      | 37          |
| BLR Lizaveta Parfionava      | 12.300             | 37                 | 7.600               | 40                  | 9.550   | 42    | 11.850  | 29   | 41.300      | 38          |
| ESA Gabriela Dominguez Amaya | 12.400             | 35                 | 8.200               | 39                  | 10.450  | 38    | 10.150  | 41   | 41.200      | 39          |
| MEX Karla Salazar            | 13.200             | 22                 | 12.200              | 18                  | 13.300  | 13    | 0.000   | 42   | 38.700      | 40          |
| CHI Camila Vilches Arancibia | 12.600             | 31                 | 4.250               | 41                  | 9.700   | 41    | 10.550  | 39   | 37.100      | 41          |
| ALG Nardjes Terkmane         | 12.150             | 41                 |                     |                     | 11.250  | 37    | 10.850  | 36   | 34.250      | 42          |